# Rhys Priestland

a Compétitions nationales et continentales officielles uniquement.

b Matchs officiels uniquement.
Dernière mise à jour le 2 décembre 2023.
Rhys Priestland, né le 9 janvier 1987 à Carmarthen (pays de Galles), est un joueur international gallois de rugby à XV qui évolue au poste de demi d'ouverture et occasionnellement au poste d'arrière.
Durant sa carrière professionnelle, il évolue de 2007 à 2015 avec les Scarlets en Celtic League, devenu ensuite le Pro12. En 2015, il rejoint le club anglais de Bath Rugby avec qui il est finaliste de la Coupe anglo-galloise en 2017. Il termine notamment meilleur réalisateur de Premiership en 2020. En 2021, il fait son retour au pays de Galles au sein de l'équipe de Cardiff Rugby, puis prend sa retraite à l'issue de la saison 2022-2023.
Sélectionné pour la première fois avec le pays de Galles à partir de 2011, il participe notamment aux Coupe du monde 2011 et 2015. En 2012, il remporte le Tournoi des Six Nations en réalisant le Grand Chelem.

## Biographie

### Jeunesse et formation
Rhys Priestland évolue dans sa jeunesse avec les clubs de Llandeilo RFC (en) et de Carmarthen Athletic RFC (en). À ses 18 ans, il rejoint les Llanelli Scarlets.
En 2005, il est retenu avec l'équipe du pays de Galles des moins de 19 ans, à l'occasion de la Coupe du monde des moins de 19 ans.

### Carrière professionnelle
Il commence sa carrière senior avec le club de Carmarthen Quins RFC (en) avec qui il dispute six rencontres durant la saison 2005-2006. En mars 2006, étant déjà pensionnaire de l'Academy (centre de formation) des Scarlets, ces derniers lui font signer un contrat professionnel development (espoir). À cette période, il remporte le Grand Chelem dans le Tournoi des Six Nations des moins de 19 ans avec le pays de Galles.
Il fait ses débuts professionnels avec les Scarlets lors de la saison 2007-2008 où il dispute la Celtic League ainsi que la Coupe d'Europe. En parallèle, il évolue également avec Llanelli RFC en Welsh Premiership lorsqu'il n'est pas retenu par les Scarlets.
Rhys Priestland est sélectionné pour la première fois avec le pays de Galles à l'occasion du Tournoi des Six Nations 2011. Il honore sa première sélection le 12 février 2011 lors du match contre l'Écosse. Le 22 août, il est retenu par Warren Gatland dans la liste des trente joueurs gallois qui disputent la Coupe du monde 2011. Durant la compétition, il s'établit en tant que première option à son poste de demi d'ouverture à la suite de la blessure de Stephen Jones et garde sa place au retour de ce dernier, durant le quart de finale contre l'Irlande il inscrit notamment seize points et contribue à la qualification des siens pour le tour suivant.
Convoqué pour le Tournoi des Six Nations 2012, il garde sa place de titulaire durant les cinq matchs et aide son équipe à décrocher le Grand Chelem dans la compétition.
Fin décembre 2012, il se blesse gravement au tendon d'Achille gauche et est forcé d'être opéré, ce qui le rend forfait pour le Tournoi des Six Nations 2013 et possiblement pour la tournée des Lions à laquelle il aurait pu postuler selon Warren Gatland.
En janvier 2015, il est annoncé qu'il quitte le pays de Galles pour rejoindre l'Angleterre et le club de Bath Rugby, évoluant en Premiership, à partir de la saison 2015-2016. Toutefois, il ne fait pas son arrivée au club dès le début de saison car il est sélectionné par le pays de Galles pour disputer la Coupe du monde 2015. Après la Coupe du monde, il indique qu'il prend une pause du rugby international de dix-huit mois. Cependant, il revient sur sa décision peu de temps après et est sélectionné pour le Tournoi des Six Nations 2016,.
En septembre 2016, la fédération galloise met en place une règle qui permet de convoquer seulement trois joueurs évoluant hors du pays de Galles, de ce fait Rhys Priestland se retrouve en concurrence avec Taulupe Faletau son coéquipier à Bath, George North et Jamie Roberts pour ces trois places. À cause de la concurrence de ces trois joueurs, qui sont tous titulaire avec la sélection galloise, Warren Gatland leur donne la priorité et Priestland n'est pas sélectionné pour la tournée d'automne qui suit.
Un an plus tard, il exprime son désarroi quant à sa quasi-impossibilité d'être sélectionné et indique qu'il serait surpris d'être à nouveau convoqué en équipe nationale. Cependant, la fédération galloise modifie sa règle et indique que tout joueur ayant signé un contrat avec un club en dehors du pays de Galles avant le 16 octobre 2017 peut être à nouveau sélectionné. Le même mois, il fait alors son retour en sélection nationale pour la tournée d'automne.
À l'issue de la saison 2019-2020 de Premiership, il termine meilleur réalisateur après avoir inscrit 206 points.
En mars 2021, il bat et établi un nouveau record en réalisant un total de trente-deux coups de pied de but réussis sans échec en Premiership, qui était détenu jusque-là par Jonny Wilkinson et Mark van Gisbergen.
Après six saisons à Bath, il fait son retour dans son pays natal en signant pour l'équipe de Cardiff Rugby à partir de la saison 2021-2022. À l'automne 2021, à la suite de son retour au pays de Galles, il fait son retour en sélection quatre ans après sa dernière sélection.
À l'issue de la saison 2022-2023, il n'est pas conservé par Cardiff et se retrouve alors sans club, il envisage de mettre un terme à sa carrière si aucune offre intéressante ne se présente à lui,. Faute d'offre, il prend sa retraite.

## Statistiques en équipe nationale
Rhys Priestland compte 56 sélections avec le pays de Galles, dont 28 en tant que titulaire. Il totalise 116 points, 1 essai, 17 pénalités, 30 transformations. Il obtient sa première sélection le 12 février 2011 à Murrayfield contre l'Écosse.
Il participe à cinq éditions du Tournoi des Six Nations, en 2011, 2012, 2014, 2015 et 2016. Il participe à deux éditions de la Coupe du monde : en 2011, il dispute cinq rencontres, face à l'Afrique du Sud, les Samoa, la Namibie, les Fidji, l'Irlande, marquant 29 points, trois pénalités et dix transformations. Quatre ans plus tard, en 2015 il joue cinq rencontres, face à l'Uruguay, l'Angleterre, les Fidji, l'Australie et l'Afrique du Sud.

## Palmarès

### En club
- Bath Rugby
  - Finaliste de la Coupe anglo-galloise en 2017.

### En sélection nationale
- Galles -19
  - Vainqueur du Tournoi des Six Nations des moins de 19 ans en 2006 (Grand Chelem).
- Pays de Galles
  - Vainqueur du Tournoi des Six Nations en 2012 (Grand Chelem).

### Distinctions personnelles
- Meilleur réalisateur du Championnat d'Angleterre en 2020 (206 points).